# توماس أ. ديميتريو
توماس أ. ديميتريو (بالإنجليزية: Thomas A. Demetrio)‏ هو محامي أمريكي، ولد في 1947 في شيكاغو في الولايات المتحدة.